# Iacopino del Conte
Iacopino del Conte (Firenze, 1515 circa – Roma, 10 gennaio 1598) è stato un pittore italiano attivo a Roma e Firenze durante il manierismo.

## Biografia
Iacopino del Conte nacque a Firenze ma si trasferì da giovane a Roma dove sposò in prime nozze la sorella dell'architetto Nanni di Baccio Bigio, e in seconde nozze Livia Biondi parente di Camilla Nunzi già sposata con il pittore Marcello Venusti. Visse l'ambiente artistico del Buonarroti, imparò l'arte ritrattistica da Ridolfo del Ghirlandaio, di lui scrisse il Vasari essendo stato in fin dalla sua giovanezza molto inclinato a ritrarre di naturale, ha voluto che que-sta sia stata sua principale professione[…] da giovinetto disegnava tanto be-ne che diede speranza se avesse seguita-to, di farsi eccellentissimo. Il suo rapporto con Michelangelo si interruppe bruscamente, forse per motivi di gelosie.

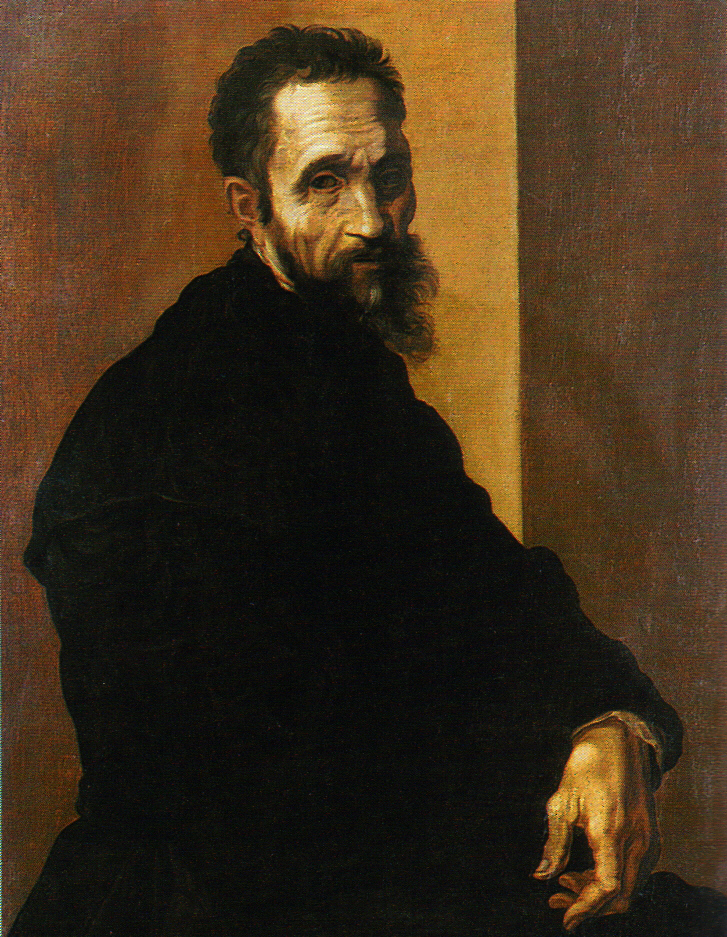
Michelangelo-Buonarroti

Artista del manierismo maturo, riscoperto dalla critica dopo l'interessamento di Federico Zeri che lo sceglie come argomento della sua tesi (Zeri si laurea nel 1945 con Pietro Toesca). Iacopino fu allievo di Andrea del Sarto di cui frequentò la bottega a Firenze. Si trasferì poi a Roma
alla pala dei Palafrenieri in San Pietro , carico delle influenze che su di lui esercitarono maestri della generazione precedente come Pontormo e Rosso Fiorentino.
Sono gli anni di papa Paolo III, dopo il trauma del Sacco del 1527 Roma torna, con uno spirito diverso, a essere il centro delle imprese artistiche internazionali. Dopo l'allontanamento delle personalità più importanti, che negli anni subito successivi al Sacco porteranno le novità romane nelle corti più periferiche come Mantova e Genova, artisti fondamentali come Perin del Vaga tornano nella capitale pontificia accolti come gli eredi di Raffaello e di quell'epoca d'oro che precedette le distruzioni dei Lanzichenecchi. 
Fondamentali per Iacopino sono anche gli spunti tratti da Michelangelo. Confronti importanti sono anche quelli con il conterraneo Daniele da Volterra e con il rivale Francesco Salviati.

## Opere
Iacopino fu un ritrattista attento, uno dei suoi primi ritratti fu al Buonarroti nel 1535, ritratto che venne usato per uno studio sull'artista. Attivo a più riprese nell'Oratorio di S. Giovanni Decollato in cui porta a compimento affreschi con l'Annuncio a Zaccaria (1536 circa), Predica del Battista (1538) e Battesimo di Cristo (1541); in quest'ultimo, dipinto nell'anno dello scoprimento del Giudizio universale di Michelangelo, Iacopino dimostra di avere la piena padronanza sugli spunti desunti dai grandi maestri, assommando le innovazioni di Salviati, un michelangiolismo stemperato e modelli emiliani circolanti tramite incisioni. Eseguì anche la pala della Deposizione (1551) nella Galleria nazionale d'arte antica. In S. Luigi dei Francesi eseguì degli affreschi con la collaborazione di Perin del Vaga (1547, cappella di S. Remigio). 
Le opere più tarde denunciano un'involuzione e un irrigidimento formale come nella Maddalena in S. Giovanni in Laterano e le sue Pietà. Un profondo sentimento religioso lo coinvolge infatti in questi ultimi anni, influenzato anche da S. Ignazio di Loyola, di cui fece anche un ritratto (1556, Roma, Curia generalizia dei gesuiti).

### I ritratti

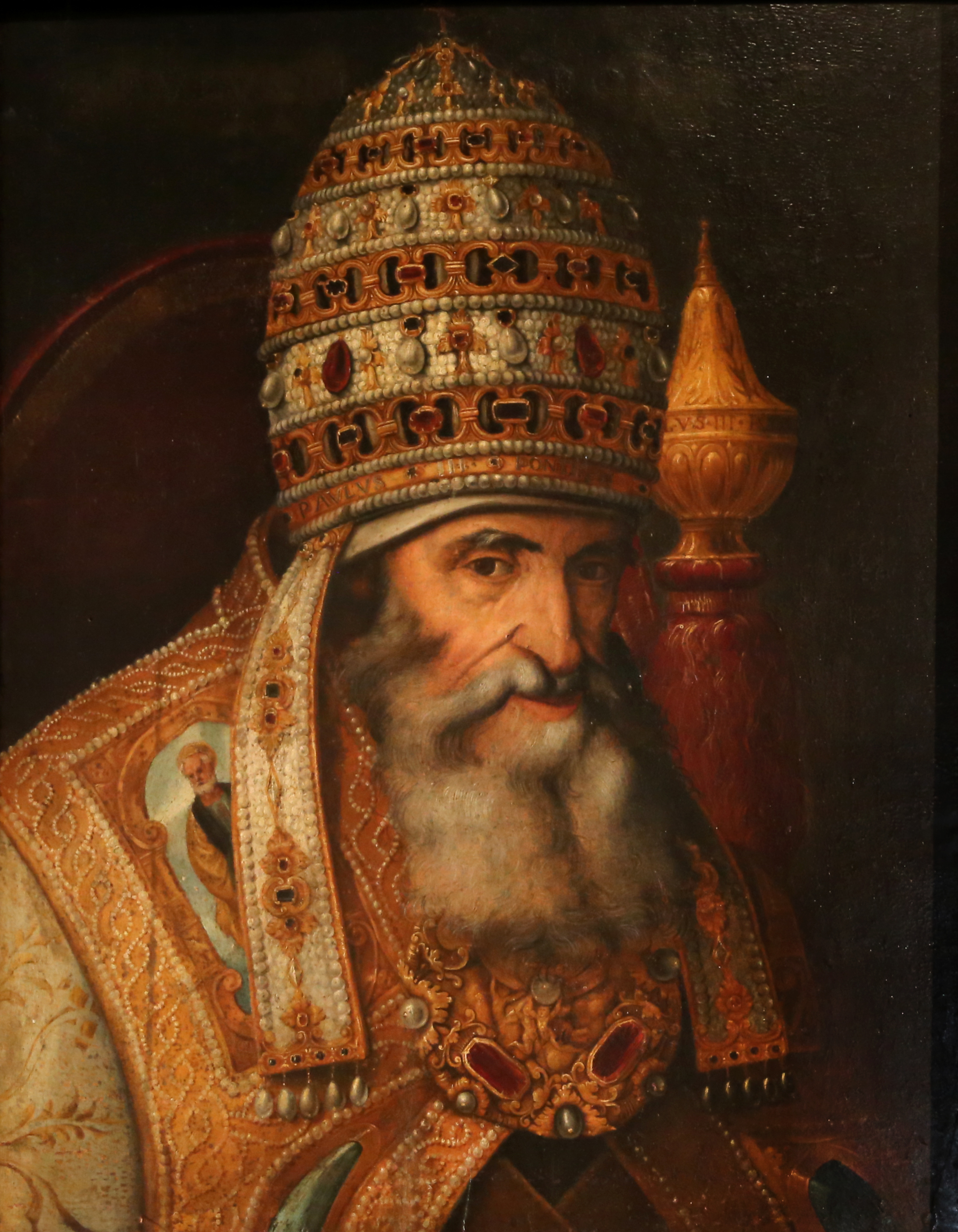
Ritratto di papa Paolo III, Museo Fesch

- Michelangelo Buonarroti conservato presso il Museo Casa Buonarroti,
- Papa Paolo III, ritratto a mezzobusto con la tiara che dovette dare in pegno per sovvenzionare la guerra con il Turco, conservato nel Museo Fesch di Ajaccio.[5] Copia del dipinto attribuito a Perin del Vaga e conservato nella sagrestia della chiesa di Santa Francesca Romana, dove il papa è ritratto a figura intera con il cardinale Reginald Pole al suo fianco.[6]
- Filippo Strozzi, ritratto postumo che ben rappresenta lo stretto rapporto del pittore con la famiglia Strozzi, nonché la sua simpatia per il partito oligarchico dei dissidenti repubblicani fiorentini residenti a Roma.
- Livia Colonna figlia di Marcantonio e Lucrezia Gara della Rovere, Galleria Borghese di Roma, ufficialmente ritenuto il ritratto di Vittoria Farnese,
- Giovanni Gaddi conservato nel Museo Kunsthistorisches di Vienna,
- Niccolò Ridolfi conservato a New York nel The Metropolitan Museum of Art,
- Piero Strozzi di cui due copie sono conservate nei depositi della Galleria Palatina di Firenze,
- Roberto Strozzi conservato a Firenze nel Palazzo Vecchio,
- Filippo Strozzi così descritto nel 1566  Un quadro grande del ritratto del Sig. Filippo bona memoria in tavola
- Leone Strozzi
- Lucrezia Borgia opera del 1532 conservata presso la Galleria Borghese di Roma.
- S. Ignazio di Loyola, di cui fece anche un ritratto (1556) conservato a Roma Curia generalizia dei gesuiti.